# Charles Rooman
Charles Louis Rooman, ook Rooman-De Block, (Gent, 1 april 1772 - 10 april 1855) was een Belgisch senator en burgemeester.

## Levensloop
Rooman was een zoon van Jan-Baptist Rooman en van Isabelle Van Cazeele. Hij trouwde met Marie-Josèphe De Block.
Hij werd eerst officier en daarna linnenhandelaar.
Van 1813 tot 1817 was hij burgemeester van Laarne. Van 1817 tot 1822 was hij gemeenteraadslid van Gent en was er in 1817-1818 schepen.
In 1836 werd hij verkozen tot katholiek senator voor het arrondissement Eeklo en vervulde dit mandaat tot in 1848.